# Edmundo Correas
Pour les articles homonymes, voir Correas.
Edmundo Correas (né à Mendoza en 1901 et mort en 1991 dans la même ville), est un écrivain, historien et homme politique argentin.